# پبی (پاکستان)
پبی (به انگلیسی: Pabbi) یک شهر در پاکستان است که در خیبر پختونخوا واقع شده‌است. پبی ۲۹۹ متر بالاتر از سطح دریا واقع شده‌است.